# Ржавец (Рославльский район)
Ржавец — деревня в Рославльском районе Смоленской области России. Входит в состав Волковичского сельского поселения. Население — 4 жителя (2007 год). 
Расположена в южной части области в 11 км к юго-востоку от Рославля, в 7 км восточнее автодороги А141 Орёл — Витебск, на берегу реки Навля. В 4 км западнее деревни расположена железнодорожная станция Любестово на линии Рославль — Брянск. 

## История
В годы Великой Отечественной войны деревня была оккупирована гитлеровскими войсками в августе 1941 года, освобождена в сентябре 1943 года.